# Liga Nacional de Polo Aquático de 2010
A Liga Nacional de Polo Aquático de 2010 teve diversas fases, envolvendo equipes de todo o país. A Primeira Fase foi uma etapa preliminar com equipes fora do eixo Rio-São Paulo. 
De 17 a 19 de setembro, foi disputado o Grupo Norte/Nordeste, em Fortaleza (CE). Os dois melhores deste grupo se classificaram para a 2ª Fase, contra equipes do Rio de Janeiro. O Grupo Centro-Oeste/Sul foi cancelado, pois apenas dois clubes se inscreveram na competição e se classificaram automaticamente para enfrentar equipes de São Paulo na 2ª Fase.

## Equipes Participantes
- Fluminense
- Flamengo
- Botafogo-RJ
- Tijuca
- Paulistano
- Pinheiros
- Paineiras
- SESI
- Santa Maria
- Curitibano
- Botafogo-DF
- Náutico
- Amazonense
- APA Paraíba
- Neves
- AD H2O

## Classificação
| Time        | Pts |
| ----------- | --- |
| Fluminense  | 14  |
| Pinheiros   | 11  |
| Paulistano  | 10  |
| SESI        | 8   |
| Botafogo-RJ | 6   |
| Flamengo    | 3   |
| Paineiras   | 3   |
| Tijuca      | 1   |
| Botafogo-DF | 0   |
| Curitibano  | 0   |
| Náutico     | 0   |
| Santa Maria | 0   |

## 1ªFase

### Grupo Norte/Nordeste
- Grupo A

| Time        | Pts |
| ----------- | --- |
| Santa Maria | 6   |
| Amazonense  | 0   |
| Neves       | 0   |

Santa Maria e Amazonense classificados para a 2ªFase
- Grupo B

| Time        | Pts |
| ----------- | --- |
| Náutico     | 6   |
| APA Paraíba | 3   |
| AD H2O      | 0   |

Náutico e APA Paraíba classificados para a 2ª Fase do Grupo Norte/Nordeste.
- 1ª Rodada:
- Amazonense 9-10 Santa Maria
- Náutico 22-3 AD H2O

- 2ª Rodada:
- Santa Maria 15-4 Neves
- APA Paraíba 22-5 AD H2O

- 3ª Rodada:
- Amazonense ?-? Neves
- Jogo Cancelado
- Náutico 7-3 APA Paraíba

- 2ª Fase:
- Santa Maria 10-2 APA Paraíba
- Náutico 9-8 Amazonense

- Decisão do 5º Lugar:
- Neves ?-? AD H2O
- Jogo Cancelado

- Decisão do 3º Lugar:
- APA Paraíba 5-4 Amazonense

- Final:
- Náutico - Santa Maria
- Jogo Cancelado

Santa Maria e Náutico clssificados para a 2ª Fase da Liga Nacional. 

## 2ª Fase

### Grupo Rio de Janeiro
- Grupo A

| Time        | Pts |
| ----------- | --- |
| Fluminense  | 4   |
| Tijuca      | 2   |
| Santa Maria | 0   |

Fluminense classificado para a final do Grupo Rio e o Tijuca classificado para o 3º Lugar.

## Fases Finais

### Quartas-de-Finais
| Equipe 1   | Total | Equipe 2    | 1.º jogo | 2.º jogo |
| ---------- | ----- | ----------- | -------- | -------- |
| Paulistano | 34–11 | Flamengo    | 17–6     | 17–5     |
| SESI       | wo-   | Botafogo-RJ | wo-      | wo-      |

### Semifinais
| Equipe 1   | Total | Equipe 2    | 1.º jogo | 2.º jogo |
| ---------- | ----- | ----------- | -------- | -------- |
| Fluminense | 18–9  | Botafogo-RJ | 9–5      | 9–4      |
| Pinheiros  | 15–15 | Paulistano  | 5–8      | 10–7     |

### Final
| Equipe 1   | Total | Equipe 2  | 1.º jogo | 2.º jogo |
| ---------- | ----- | --------- | -------- | -------- |
| Fluminense | 14–16 | Pinheiros | 5–9      | 9–7      |

## Premiação
| Liga Nacional de Polo Aquático de 2010 |
| -------------------------------------- |
| Pinheiros Campeão (5º Título)          |